# Al-Wadihi
Al-Wadihi (arab. الوضيحي) – miejscowość w Syrii, w muhafazie Aleppo. W 2004 roku liczyła 6934 mieszkańców.